# Ach Gott, wie manches Herzeleid, BWV 58
Ach Gott, wie manches Herzeleid (BWV 58) ist eine Kirchenkantate von Johann Sebastian Bachs für den Sonntag nach Neujahr.

## Entstehung
Die Kantate entstand vermutlich 1727 in Leipzig und wurde 1734 oder 1735 umgearbeitet. Die Uraufführung fiel auf den 5. Januar 1727.
Im ersten Satz wird die erste Strophe des Lieds Ach Gott, wie manches Herzeleid von Martin Moller (1587) verwendet, der letzte enthält die zweite Strophe von Martin Behms Choral O Jesu Christ, mein’s Lebens Licht von 1610, der auch die Grundlage für die gleichnamige Trauerkantate (BWV 118) ist. Die Binnensätze werden dem Theologen und Bachschüler Christoph Birkmann (1703–1771) zugeschrieben.

## Thematik
Das Evangelium des Sonntags nach Neujahr erzählt von der Flucht der Heiligen Familie vor Herodes nach Ägypten (Mt 2,13–15 ). Die Kantate legt diese Geschichte als Kampf der Welt gegen den Glauben aus. Dabei wird in der Regel, analog zu anderen Dialogkantaten, der Sopran als Stimme der „gläubigen Seele“, der Bass als Stimme Gottes bzw. Christi interpretiert. Die dramatische und kontrastreiche musikalische Gestaltung Bachs stützt diese Deutung.

## Besetzung
- Gesangsstimmen: Sopran, Bass, nicht genauer als solistisch oder chorisch gekennzeichnet
- Instrumente: Violine I/II, Violine solo, Viola, Oboe I/II und Oboe da caccia (colla parte mit den Streichern), Basso continuo

## Aufbau
1. Choral e Aria S, B (Ob I/II, Oc, Vl I/II, Va, Bc): Ach Gott, wie manches Herzeleid
2. Recitativo B (Bc): Verfolgt dich gleich die arge Welt
3. Aria S (Vs, Bc): Ich bin vergnügt in meinem Leiden
4. Recitativo S (Bc): Kann es die Welt nicht lassen
5. Choral e Aria S, B (Ob I/II, Oc, Vl I/II, Va, Bc): Ich hab für mir ein schwere Reis

## Aufnahmen (Auswahl)
CD
- J. S. Bach: Dialogkantaten für Sopran & Bass - BWV 32, 57, 58 mit Hana Blažíková, Dominik Wörner, Kirchheimer BachConsort unter der Leitung von Alfredo Bernardini. cpo, 2016.

DVD
- Ach Gott, wie manches Herzeleid. Kantate BWV 58. Rudolf Lutz, Orchester der J. S. Bach-Stiftung, Gerlinde Sämann (Sopran), Peter Harvey (Bass). Samt Einführungsworkshop sowie Reflexion von Arthur Godel und Karl Graf. Gallus Media, 2016.[2][3]